# En revolutionær i et velfærdssamfund
En revolutionær i et velfærdssamfund er en dansk kortfilm fra 1967, der er instrueret af John Ernst.

## Handling
Denne artikel mangler et handlingsreferat. Hjælp os med at skrive det.